# الجهاز التنفيذي للإشراف على مشروعات المحطات النووية (مصر)
الجهاز التنفيذي للإشراف على مشروعات إنشاء المحطات النووية لتوليد الكهرباء هو هيئة حكومية مصرية ذات شخصية اعتبارية تتبع وزارة الكهرباء والطاقة المتجددة، أنشئت بموجب القانون رقم 209 لسنة 2017 ليشرف على مشروعات إنشاء المحطات النووية لتوليد الكهرباء.

## التشريعات المنظمة
- قانون رقم 209 لسنة 2017 بإنشاء الجهاز التنفيذي للإشراف على مشروعات إنشاء المحطات النووية لتوليد الكهرباء.[2][3]